# 布什鎮區 (內布拉斯加州博伊德縣)
布什鎮區（英語：Bush Township）是位於美國內布拉斯加州博伊德縣的一個行政鎮區。

## 地方資料
布什鎮區的面積為148.24平方千米，當中陸地面積為143.08平方千米，而水域面積為5.16平方千米。根據2020年美國人口普查的數據，當地共有人口72人，而人口密度為每平方千米0.49人。